# Línea 209e (Santiago de Chile)
La Línea 209e de Red (anteriormente llamado Transantiago) unía la Alameda con El Volcán, recorriendo toda la Avenida Santa Rosa. Fue la variante expresa del 209 regular.
Este recorrido recorría las principales vías de conexión entre Santiago y Puente Alto, siguiendo una ruta transversal de oriente a sur por San Antonio y San Francisco, pasando por importantes lugares de confluencia de gente, tales como la Avenida Santa Rosa y Camino El Retiro.
Formaba parte de la Unidad 2 del Red Metropolitana de Movilidad, operada por Subus Chile, correspondiéndole el color azul a sus buses.

## Flota
El servicio 209e es operado principalmente con máquinas de 12 metros, con chasís Volvo B7R carrozados por Caio Induscar (Mondego L) y Marcopolo (Gran Viale), los cuales tienen capacidad de 90 personas. En ciertos horarios de mayor afluencia de público, se incorporan buses articulados de 18 metros con capacidad de 160 personas, cuyo chasis es Volvo B9Salf y son carrozados por Caio Induscar (Mondego LA) y Marcopolo (Gran Viale).

## Historia
La 209e inició sus operaciones junto con el plan Transantiago en febrero de 2007. En ese instante, operaba con buses "enchulados", la mayoría heredados de empresas de micros amarillas cuyos terminales estaban cercanos a la Alameda.
En el inicio del plan, el recorrido principal no ingresaba desde el Metro Santa Lucia, sino que sólo llegaba hasta el retorno del extinto "Cruce Santiago", en el inicio de la avenida Libertador Bernardo O'Higgins, lugar donde se acopiaban los buses en un sitio eriazo. Los problemas de cobertura de las primeras semanas del Transantiago, y la necesidad de operar desde un terminal establecido y no desde la vía pública, causaron que en menos de tres meses, el 209e fuera extendido por Carmen (ida) y Santa Rosa (vuelta) hacia Metro Santa Lucia, donde funcionaba su principal depósito en Recoleta.
A partir del 18 de junio de 2018, los servicios 209 y 209e extienden sus recorridos por Acceso Sur y Camino El Retiro.
El 27 de junio del 2020, se elimina la variante expresa, creándose el recorrido 209c en su reemplazo, el cual llega hasta el Metro Santa Rosa.

## Trazado

### 209e Alameda - El Volcán
| - Comuna de Santiago - Av. Libertador Bernardo O'Higgins - Carmen - San Francisco - Bio-Bio - Av. Santa Rosa - Comuna de San Miguel, San Ramón y La Pintana - Av. Santa Rosa - Comuna de Puente Alto - Av. Eyzaguirre - Juanita | - Comuna de Puente Alto - Juanita - Weber - San Guillermo - La Lecheria - El Tranque - Del Empresario - Juanita - Av. Eyzaguirre - Av. Santa Rosa - Comuna de La Pintana, La Granja, San Joaquín y Santiago - Av. Santa Rosa |

## Puntos de Interés
- Metro Santa Lucia
- Metro Bío Bío
- Municipalidad de San Joaquín
- Santa Isabel Santa Rosa
- Unimarc Santa Rosa
- Metro Santa Rosa
- Municipalidad de La Granja
- Parque La Cañamera